# كريس لوف
كريس لوف (بالألمانية: Chris Löwe)‏ هو لاعب كرة قدم ألماني في مركز ظهير ‏، ولد في 16 أبريل 1989 في بلاوين في ألمانيا. لعب مع بوروسيا دورتموند ب وبوروسيا دورتموند وكيمنتزر ونادي كايزرسلاوترن وهدرسفيلد تاون.

## وصلات خارجية
- كريس لوف على موقع قاعدة بيانات كرة القدم.إي يو (الإنجليزية)
- كريس لوف على موقع بيانات كرة القدم. دي إي (الألمانية)
- كريس لوف على موقع Soccerbase.com (لاعب) (الإنجليزية)
- كريس لوف على موقع Soccerway.com (الإنجليزية)
- كريس لوف على موقع عالم كرة القدم.نت (الإنجليزية)